# Bernard Hamilton
Bernard Hamilton (ur. 27 września 1932, zm. 20 maja 2019) – brytyjski historyk, mediewista.
Był wykładowcą University of Nottingham. Zajmował się badaniem historii średniowiecznego Bliskiego Wschodu.

## Wybrane publikacje
- The Latin Church in the Crusader States: The Secular Church, 1980.
- The Medieval Inquisition (Foundations of Medieval History), 1982.
- Religion in the Medieval West, 2003.
- The Christian World of the Middle Ages, 2013.

### Polskie wydania
- Wyprawy krzyżowe, przeł. Sławomir Bartosiak, Warszawa: "Wiedza Powszechna" 2000.
- Baldwin IV. Król Trędowaty, przeł. Jakub Jedliński, Poznań: Wydawnictwo Poznańskie 2014, ISBN 978-83-7177-983-1